# Trondheim Spektrum
Trondheim Spektrum er et messe- og kongrescenter i Trondheim i Norge bestående af et kompleks med 8 haller, 14 seminarlokaler samt en yderligere rækker af indendørs arealer af varierende størrelse. Den ligger på bydelen Øya lige ud til Nidelven.
Trondheim Spektrum kan også fungere som sportscenter, hvor 6 haller med i alt 15 forskellige træningsbaner kan anvendes samtidig.
Sportsanlægget anvendes til såvel træning som opvisninger, turneringer, m.m. inden for indrætsgrene som håndbold, volleyball, basketball, badminton, tennis, bordtennis, indendørs bandy, bueskydning, karate, boksning, brydning, vægtløftning, m.m. Også internationale turneringer har været afholdt her, eksempelvis Håndbold-VM for damer 1993 og i 1999. Under Håndbold-EM for mænd 2008 afvikles den ene af mellemrunderne i anlægget.

## Eksterne links
- Trondheim Spektrum – officiel website

63°25′38″N 10°22′38″Ø / 63.42728°N 10.37725°Ø